# Beatriz Hatz
Beatriz Hatz, née le 7 octobre 2000 à Littleton, est une athlète handisport américaine spécialiste du saut en longueur et du sprint en catégorie F64 pour les athlètes amputé au niveau des membres inférieurs. Elle est médaillée de bronze au niveau mondial (200 m) et paralympique (saut en longueur) en 2024.

## Carrière
Beatriz Hatz est née sans fibula dans la jambe gauche, ce qui oblige les médecins à l'amputer en dessous du genou avant son premier anniversaire. Elle débute l'athlétisme au lycée après avoir été challengée par une amie pour une course après avoir fait du softball, du basket-ball, du football, du karaté et du ski.
Aux Championnats du monde juniors 2017, elle remporte trois médailles, deux d'or et une d'argent.
Lors des Jeux paralympiques d'été de 2020 à Tokyo, Hatz finit 5e en saut en longueur F64, 6e sur le 100 m et le 200 m T64.
Aux Championnats du monde 2023 à Paris, elle termine 4e du saut en longueur F64 et 7e du 100 m T64. Après ce championnat, elle découvre lors avec un prothésiste que la prothèse qu'elle utilisait été plutôt faite pour quelqu'un qui fait entre 11 et 13 kg de plus, la rendant trop dure et raide pour elle. 
En 2024, elle termine 4e du saut en longueur F64 aux Mondiaux, puis quelques mois plus tard, monte sur le podium des Jeux paralympiques du saut en longueur F64.

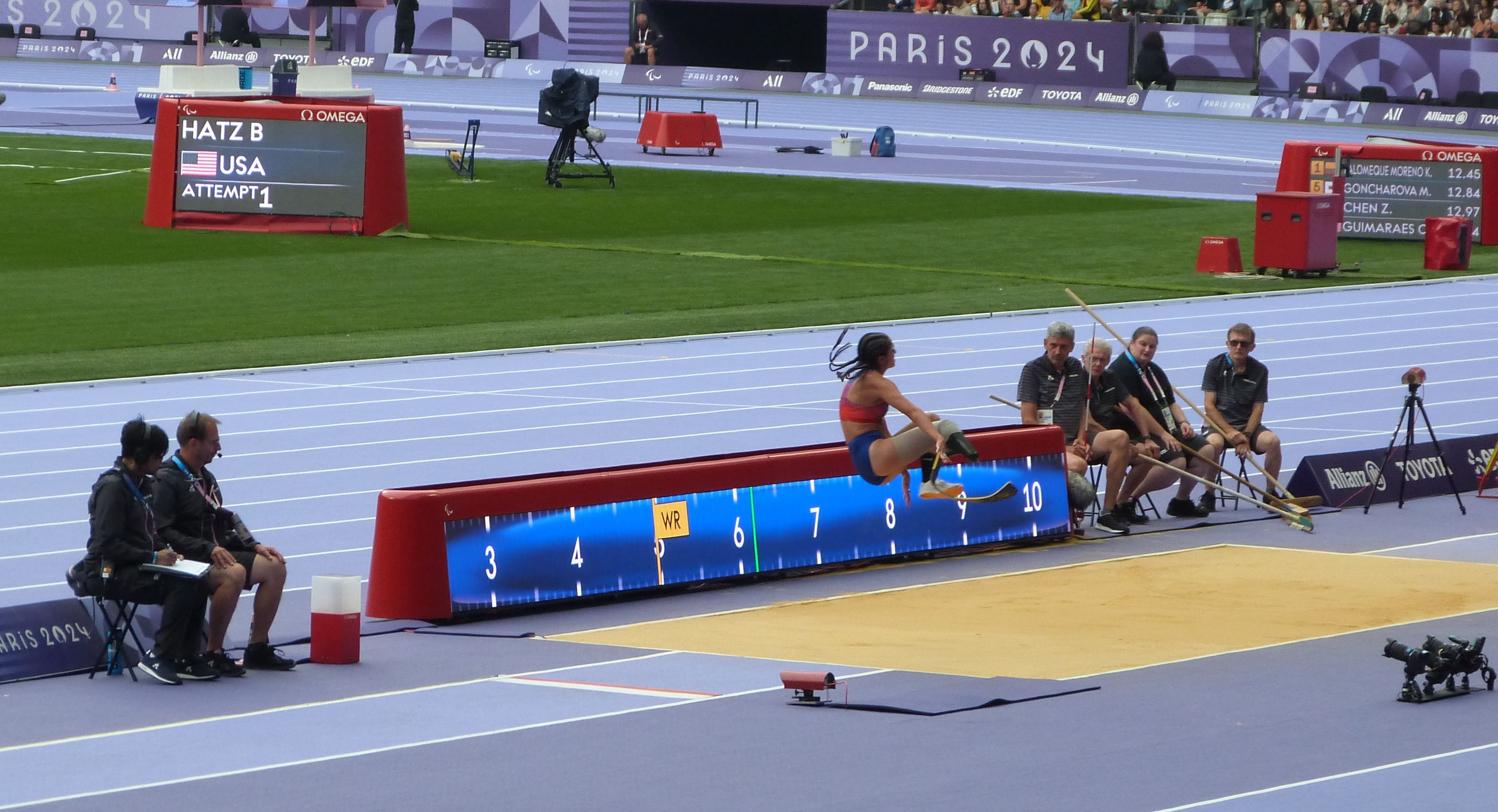
Beatriz Hatz en finale du saut en longueur - Jeux paralympiques 2024

## Palmarès

### Jeux paralympiques
- Jeux paralympiques d'été de 2024 à Paris :
  -  saut en longueur T64

### Championnats du monde
- Championnats du monde 2024 à Kobe :
  -  200 m T64

### Jeux parapanaméricains
- Jeux parapanaméricains de 2023 à Santiago :
  -  200 m T64
- Jeux parapanaméricains de 2019 à Lima :
  -  100 m T64
  -  200 m T64

## Distinctions
- 2018 : U.S. Paralympics Track & Field High School Female Athlete of the Year[4]